# (2964) Jaschek
(2964) Jaschek es un asteroide perteneciente al cinturón de asteroides, descubierto el 16 de julio de 1974 por el equipo del Observatorio Félix Aguilar desde el Complejo Astronómico El Leoncito, San Juan, Argentina.

## Designación y nombre
Designado provisionalmente como 1974 OA1. Fue nombrado Jaschek en honor al astrónomo argentino Carlos Jaschek.